# Số Dudeney
Một số Dudeney là một số nguyên dương có giá trị bằng lập phương của tổng chữ số của nó. Có đúng 6 số tự nhiên như thế (dãy số A061209 trong bảng OEIS):
| 1     | = 1 x 1 x 1    | ; 1 = 1                  |
| 512   | = 8 x 8 x 8    | ; 8 = 5 + 1 + 2          |
| 4913  | = 17 x 17 x 17 | ; 17 = 4 + 9 + 1 + 3     |
| 5832  | = 18 x 18 x 18 | ; 18 = 5 + 8 + 3 + 2     |
| 17576 | = 26 x 26 x 26 | ; 26 = 1 + 7 + 5 + 7 + 6 |
| 19683 | = 27 x 27 x 27 | ; 27 = 1 + 9 + 6 + 8 + 3 |

Những số này được đặt tên theo Henry Dudeney, người đã thấy tính chất đặc biệt này trong một câu đố của ông, Root Extraction. Có thể dễ dàng chứng minh chỉ có 6 số Dudeney bằng cách chỉ ra lập phương tổng các chữ số của số lớn hơn 55 luôn có số chữ số nhỏ hơn cần thiết. Nói cách khác, không có số Dudeney nào có hơn 6 chữ số cả, từ đó ta có thể dùng máy tính để tìm ra những số thỏa điều kiện một cách dễ dàng.